# Kunar
Pour la province, voir Kounar.
La Kunar ou Kounar est une rivière qui coule dans la partie orientale de l'Afghanistan (province de Kounar) et au nord-ouest du Pakistan (Khyber Pakhtunkhwa). C'est un affluent de la rivière Kaboul en rive gauche, donc un sous-affluent de l'Indus.

## Géographie
La Kunar parcourt quelque 480 km. Elle s'alimente de la fonte des glaciers et des neiges des montagnes de l'Hindou Kouch. Née au Pakistan où elle est connue sous le nom de Mastuj, la rivière reçoit les eaux du Lutkho, juste au nord de l'important centre régional de Chitrâl situé à l'ouest du Cachemire pakistanais. Dès lors, elle porte le nom de Rivière de Chitral. Son cours orienté vers le sud-ouest traverse bientôt la frontière d'Afghanistan, où elle parcourt la vallée de Kunar et porte désormais le nom de rivière Kunar. Elle donne son nom à la province de Kounar.
Toujours orientée vers le sud-ouest, elle finit par se jeter dans la rivière Kaboul en rive gauche, un peu à l'est de la ville de Jalalabad. Dès lors, le flux des deux rivières réunies s'oriente vers l'est, passe la frontière pakistanaise et rejoint l'Indus au niveau de la ville d'Attock.

## Affluents
- Le Lutkho au Pakistan.
- Le Bachgal (rive droite), issu de la province afghane de Nourestân.
- Le Pech, venu lui aussi du Nourestân, et qui conflue à Assadâbâd.

## Histoire
Jadis, avant la coupure de la vallée de Chitral/Kunar entre les deux pays d'Afghanistan et du
Pakistan, celle-ci formait une importante voie commerciale, route la plus commode pour voyager depuis les cols et passer des montagnes du Pamir vers les plaines du sous-continent indien.

## Hydrométrie - Les débits à Kunari
Le débit de la rivière a été observé pendant 5 ans (entre 1959 et 1964) à Kunari, localité afghane située à peu de distance en amont du confluent avec la rivière Kaboul.
À Kunari, le débit inter annuel moyen ou module observé sur cette période a été de 393 m3/s pour une surface prise en compte de 24 824 km2, correspondant à plus ou moins 95 % de la totalité du bassin versant de la rivière qui en fait quelque 26 000.
La lame d'eau écoulée dans cette partie du bassin atteint ainsi le chiffre de 500 millimètres par an, ce qui peut être considéré comme très élevé dans le contexte du climat aride régnant en moyenne dans le bassin de l'Indus.
La Kunar est un cours d'eau très bien alimenté et moyennement irrégulier. On observe chaque année l'alternance des deux périodes : celle des basses eaux d'automne-hiver et celle des hautes eaux d'été centrée sur les mois de juin-juillet-août. Le débit moyen mensuel observé en février (minimum d'étiage) atteint 134 m3/s, soit sept fois moins que le débit moyen du mois de juillet (942 m3/s), ce qui témoigne de l'amplitude assez moyenne des variations saisonnières.

## Homonymie
- Ne pas confondre avec la rivière pakistanaise Kunhar, affluent du Jhelum (voir Kunhar River)
- La rivière Kundar peut aussi prêter à confusion. C'est un cours d'eau situé plus au sud, dans la province du Baloutchistan pakistanais ainsi que dans la province afghane de Paktika.